# Eslabones (álbum)
Eslabones es un álbum instrumental del músico y escritor uruguayo Leo Maslíah. Fue editado en 2000 por Big World Music en Estados Unidos.

## Historia
El productor estadounidense Neil Weiss conoció a Hugo Fattoruso en Estados Unidos y se entusiasmó con la música uruguaya. Así fue que produjo varios discos de músicos uruguayos: Montevideo (1996) y Montevideo dos (1999) de Ruben Rada, Homework (1997) de Hugo Fattoruso, Candombe de Grupo del Cuareim (1999) (dirigido por Hugo Fattoruso y con participación de Rada), Trío Fattoruso (2001) de Trío Fattoruso, Eslabones (2000) de Leo Maslíah, y La conversa (2002) de Nicolás Mora.
En una entrevista para el diario La Nación, Hugo Fattoruso declaró que Neil Weiss se quedó con estos discos, que están descatalogados, y con otras músicas que no editó, y nunca confió en que varios de esos discos tuvieran distribución en el Río de la Plata.
En Eslabones, Maslíah revisita varias de sus composiciones que había grabado en álbumes precedentes. En cuanto a las versiones de otros compositores, "Gurisito" de Daniel Viglietti la había grabado por primera vez en Maslíah en español (1986), "Agua" de Fernando Cabrera en Persianas (1990) y "Eleanor Rigby" de Lennon y McCartney en Sin palabras 1 (1991).

## Recepción
Scott Yanow, para AllMusic, escribió en su reseña del disco: "Leo Maslíah, nacido en Uruguay, tiene una técnica de piano muy impresionante. Aún más notable es su capacidad para fusionar el jazz, su formación clásica, aspectos de fusión y algunos ritmos pop para formar su propia marca de música excéntrica y muy moderna. Las selecciones de este conjunto (que incluye diez de sus originales) cubren una amplia área de estilos, pero el programa parece unificado."

## Lista de temas
| 1  | Anacagüita                     | 2:56 |
| 2  | Avenida Italia y Centenario    | 3:24 |
| 3  | Gurisito                       | 3:54 |
| 4  | Agua                           | 3:58 |
| 5  | Eslabones                      | 4:30 |
| 6  | Ut Supra                       | 6:13 |
| 7  | Persianas                      | 4:02 |
| 8  | Como parte de un todo          | 3:31 |
| 9  | Primavera veraz verás          | 6:57 |
| 10 | Fin de temporada               | 4:17 |
| 11 | Atolón                         | 2:38 |
| 12 | No sé                          | 3:52 |
| 13 | Sanromán & Panegatti Asociados | 4:39 |
| 14 | Eleanor Rigby                  | 3:13 |
| 15 | Desnudos en Bellas Artes       | 4:00 |

## Ficha técnica
- Todas las canciones compuestas y arregladas por Leo Maslíah, con la excepción de "Gurisito", compuesta por Daniel Viglietti, "Agua", compuesta por Fernando Cabrera, "Como parte de un todo", compuesta por Popo Romano, "Eleanor Rigby", compuesta por Lennon/McCartney y "Desnudos en Bellas Artes", compuesta por Héctor De Benedictis y Leo Maslíah.
- Leo Maslíah: Piano acústico y voz
- Nicolás Mora: Guitarras
- Popo Romano: Bajo eléctrico
- Gustavo "Cheche" Etchenique: Batería
- Elena "Paquita" Mañosa: Voz
- Norma Galfetti: Voz
- Neil Weiss: Productor ejecutivo